# Tropische storm Emily (2011)

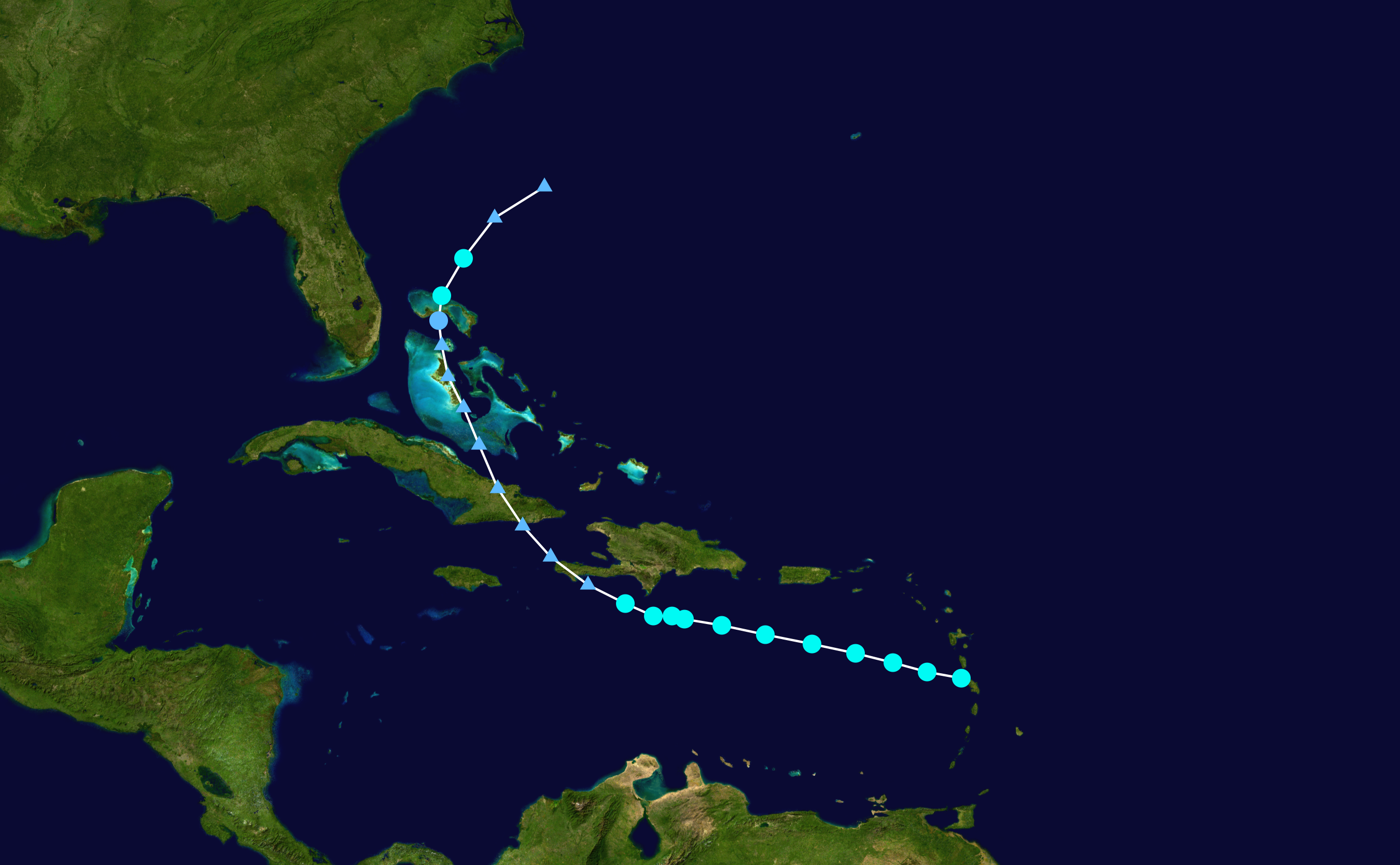
Het pad van Emily

Emily is een tropische cycloon die van 1 augustus tot 7 augustus 2011 over het noorden van de Caraïben trok. Het was de vijfde storm van het Atlantisch orkaanseizoen van dat jaar. Deze ontstond eind juli als een tropische golf ten oosten van de Kleine Antillen. Toen deze de vorm van een cycloon aannam trok deze over Haïti. Hierna nam de kracht weer af om verder te trekken over Cuba en de Bahama's. Emily richtte schade aan op Haïti, de Dominicaanse Republiek, Puerto Rico en Martinique.